# Хоуп (Индијана)
Хоуп (енгл. Hope) град је у америчкој савезној држави Индијана.

## Демографија
По попису из 2010. године број становника је 2.102, што је 38 (-1,8%) становника мање него 2000. године.
| Група             | 2000.         | 2010.         |
| Белци             | 2.086 (97,5%) | 2.026 (96,4%) |
| Афроамериканци    | 11 (0,5%)     | 12 (0,6%)     |
| Азијати           | 0 (0,0%)      | 8 (0,4%)      |
| Хиспаноамериканци | 30 (1,4%)     | 38 (1,8%)     |
| Укупно            | 2.140         | 2.102         |